# Liste von Burgen, Festungen und Schlössern im Landkreis Südliche Weinstraße
Die Liste von Burgen, Festungen und Schlössern im Landkreis Südliche Weinstraße nennt Burgen, Festungen und Schlösser im heutigen Landkreis Südliche Weinstraße.
| Bauwerk                                  | Gemeinde              | Baujahr (Zeitraum)                     | Bauherr            | Zustand, Beschreibung | Bild |
| ---------------------------------------- | --------------------- | -------------------------------------- | ------------------ | --- | ---- |
| Löwensteiner Schloss                     | Albersweiler          | 1764                                   |                    | Erhaltern |      |
| Burg Anebos                              | Leinsweiler           | um 1200                                |                    | Ruine |      |
| Burg Alt-Scharfeneck                     | Frankweiler           | um 1100                                |                    | Mauerreste, durch Steinbruchbetrieb weitestgehend zerstört                                                                                          |      |
| Schloss Bergzabern                       | Bad Bergzabern        | 16. Jh.                                |                    | Erhalten, Verwaltungssitz |      |
| Schloss Böchingen                        | Böchingen             | 17./18. Jh.                            | unbekannt          | Auf im Bauernkrieg und Dreißigjährigen Krieg zerstörte Burg in der Neuzeit als Schlossbau neu aufgebaut, 1961–2008 Sektkellerei, heute Privatbesitz |      |
| Schloss Edesheim                         | Edesheim              | 14./17. Jh.                            |                    | Erhalten, im Kern mittelalterliche Wasserburg, im 17. Jh. Ausbau zum Schloss                                                                        |      |
| Schloss Kupperwolf                       | Edesheim              | 1724                                   | Franz Adam Holbach | Schloss des Barock, seinen Namen erhielt es von seinem späteren Besitzer, dem österreichischen Generalmajor Freiherr von Kupperwolf.                |      |
| Fensterfels                              | Leinsweiler           | mittelalterlich                        | unbekannt          | abgegangene Holzburg an Felsengruppe |      |
| Frankenburg                              | Weyher in der Pfalz   | 13./14. Jh.                            |                    | Felsenburg, geringe Ruine |      |
| Burg Geisberg                            | Burrweiler            | 14. Jahrhundert                        |                    | abgegangen, Burghügel noch erkennbar |      |
| Burg Guttenberg                          | Oberotterbach         | um 1150                                |                    | Ruine |      |
| Heidenschuh                              | Klingenmünster        | ca. 8. – 9. Jahrhundert                |                    | Mauerreste |      |
| Schloss Kirrweiler                       | Kirrweiler (Pfalz)    | um 1280, 18. Jh.                       |                    | Mauerreste und Nebengebäude |      |
| Burg Kittenberg                          | Gleisweiler           |                                        |                    | Wall- und Grabenreste |      |
| Kredenburg                               | Maikammer             | 14./16. Jh.                            |                    | Burgstall, verbaute Reste |      |
| Kropsburg                                | St. Martin            | um 1200                                |                    | Ruine, Unterburg teilweise wiederaufgebaut, die Kernburg nicht öffentlich                                                                           |      |
| Burg Landeck                             | Klingenmünster        | um 1200                                |                    | Ruine |      |
| Burg Lindelbrunn                         | Vorderweidenthal      | um 1150                                |                    | Ruine |      |
| Villa Ludwigshöhe                        | Edenkoben             | 1846–1852                              |                    | Restauriert, öffentliche Nutzung |      |
| Madenburg                                | Eschbach              | 11. bis 16. Jahrhundert                |                    | Ruine |      |
| Burg Meistersel                          | Ramberg               | 11. Jahrhundert                        |                    | Ruine |      |
| Burg Modenberg                           | Ramberg               | 14. oder 15. Jahrhundert               |                    | abgegangen, heute Hofanlage |      |
| Burg Münz eigentlicher Name Scharfenberg | Leinsweiler           | um 1100                                |                    | Ruine, v. a. der Bergfried erhalten |      |
| Münzfels, auch Has genannt               | Leinsweiler           | Mittelalter                            |                    | abgegangen, nur Balkenlöcher im Fels erhalten |      |
| Burg Neukastel                           | Leinsweiler           | 12. Jahrhundert                        |                    | Mauerreste |      |
| Burg Neuscharfeneck                      | Flemlingen            | um 1232                                |                    | Ruine |      |
| Burg Oberotterbach                       | Oberotterbach         |                                        |                    | abgegangen |      |
| Schloss Pleisweiler                      | Pleisweiler-Oberhofen | 15. Jahrhundert                        |                    | erhalten |      |
| Ramburg                                  | Ramberg               | 12. Jahrhundert                        |                    | Ruine |      |
| Rietburg                                 | Rhodt                 | 1200–1204                              |                    | Ruine |      |
| Reichsburg Trifels                       | Annweiler             | 11./12. Jahrhundert, Neubau im 20. Jh. |                    | nicht originalgetreu restauriert, Aufbewahrungsort der Reichskleinodien, Gefängnis von Richard Löwenherz                                            |      |
| Urnsburg                                 | Albersweiler          |                                        |                    | abgegangen |      |
| Waldschlössel                            | Klingenmünster        | um 1030 über älterer Anlage            |                    | Ruine |      |